# 国府町敷地
国府町敷地（こくふちょうしきじ）は、徳島県徳島市の町名。南井上地区に属している。郵便番号は779-3115。

## 地理
徳島市の北西部に位置。西は名西郡石井町、北は国府町桜間、東は国府町池尻、南は国府町観音寺と境を接する。飯尾川右岸・鮎喰川左岸に位置する平地農村。標高6.0～7.0m。
国道192号・JR徳島線の北側にあり、市の中心部では国道・上鮎喰橋を経由する。名方郡条理地割が一部に残り、市街化調整区域に属するため住宅地化は進んでいない。

## 歴史
1967年（昭和42年）に名東郡国府町が徳島市に編入し、現在の町名となった。

## 世帯数と人口
2022年（令和4年）9月1日現在の世帯数と人口は以下の通りである。
| 町丁       | 世帯数 | 人口  |
| ---------- | ------ | ----- |
| 国府町敷地 | 85世帯 | 211人 |

## 小・中学校の学区
市立小・中学校に通う場合、学区は以下の通りとなる。
| 番地 | 小学校               | 中学校             |
| ---- | -------------------- | ------------------ |
| 全域 | 徳島市立南井上小学校 | 徳島市立国府中学校 |

一部では徳島市立国府小学校も選択可能。

## 交通

### 道路
一般国道
- 国道192号

都道府県道
- 徳島県道29号徳島環状線
- 徳島県道30号徳島鴨島線
- 徳島県道232号平島国府線

## 施設
- 御寄神社